# 梅格羅沃湖
56°48′14″N 28°37′39″E / 56.80389°N 28.62750°E
梅格羅沃湖（俄语：Мегрово），是俄羅斯的湖泊，位於該國西北部，由普斯科夫州負責管轄，處於奧波奇卡區，面積1.6平方公里，集水區面積10平方公里，平均水深2米，最大水深3米。